# Schoterzijl
Schoterzijl (Fries: Skoattersyl, Stellingwerfs: Schoterziel) is een buurtschap op de zuidelijke grens van de Nederlandse provincie Friesland met de provincie Overijssel in de gemeenten De Friese Meren en Weststellingwerf. Het is gelegen aan de rivier de Tjonger en ligt enkele kilometers stroomopwaarts van Kuinre.
In feite bestaat het uit niet meer dan enkele boerderijen, een café en twee tegen elkaar aangelegen kleine campings. De dubbele camping ligt precies op de provinciegrens. Camping 't Sluisje ligt bijna geheel op Fries grondgebied en camping Schoterveld is in zijn geheel gelegen in Overijssel, in de gemeente Steenwijkerland. De kern van de buurtschap valt onder de gemeente De Friese Meren. De boerderij aan de Langelilleweg die tegenover de kleine haven is gelegen van de buurtschap en meestal bij de buurtschap wordt gerekend valt samen met de haven onder de gemeente Weststellingwerf.
De plaats ontleent zijn naam aan de gelijknamige sluis die ten tijde van de Zuiderzee een groot gedeelte van Friesland (met name Schoterland) via de Tjonger van water ontlastte. 

## Geschiedenis
Op het grondgebied van de huidige buurtschap vond eind augustus 1396 de Slag bij Schoterzijl plaats. De namen en wapens van alle deelnemende heren zijn bekend via het Wapenboek Beyeren.

## Galerij

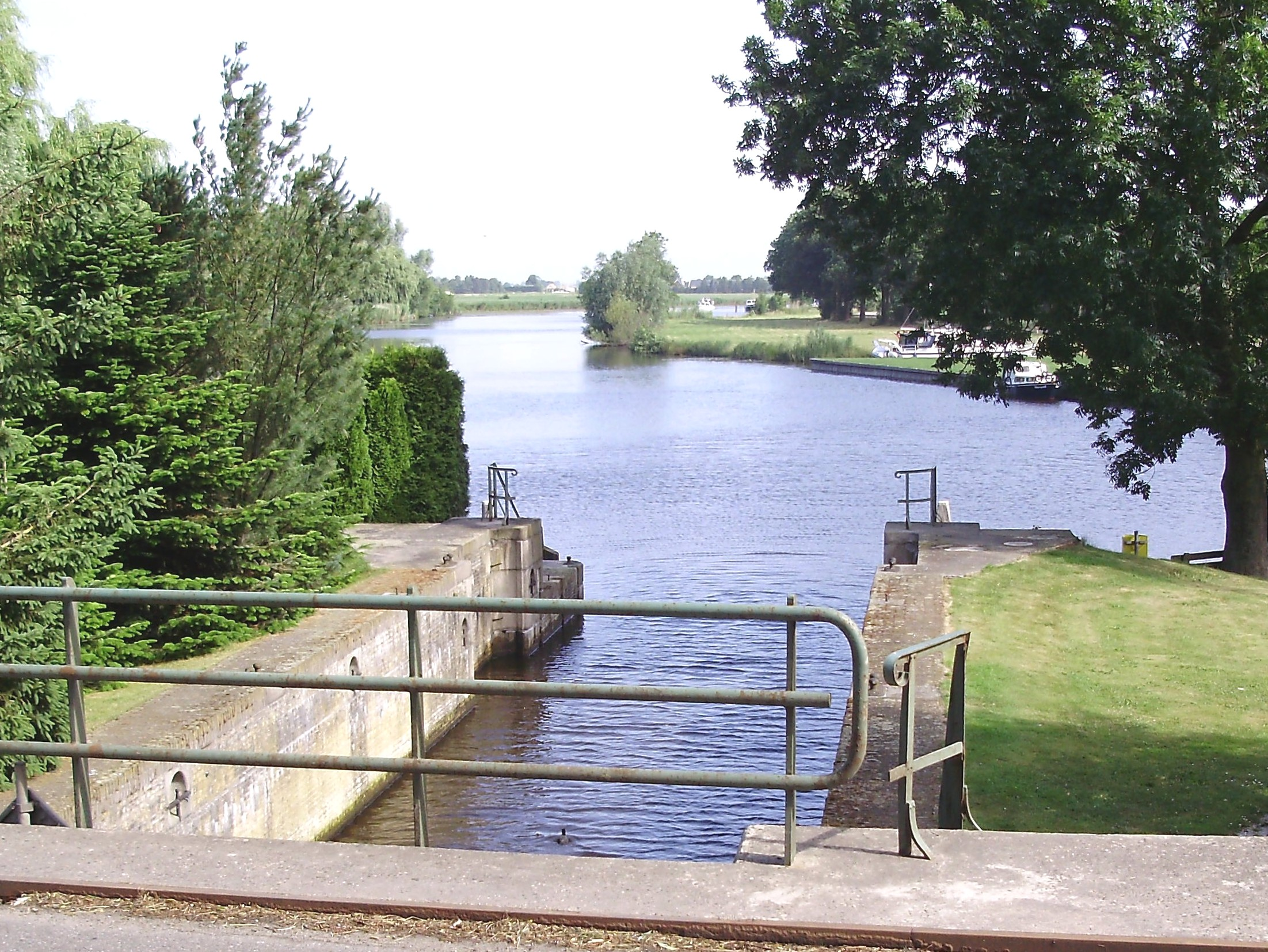
De Tjonger bij Schoterzijl
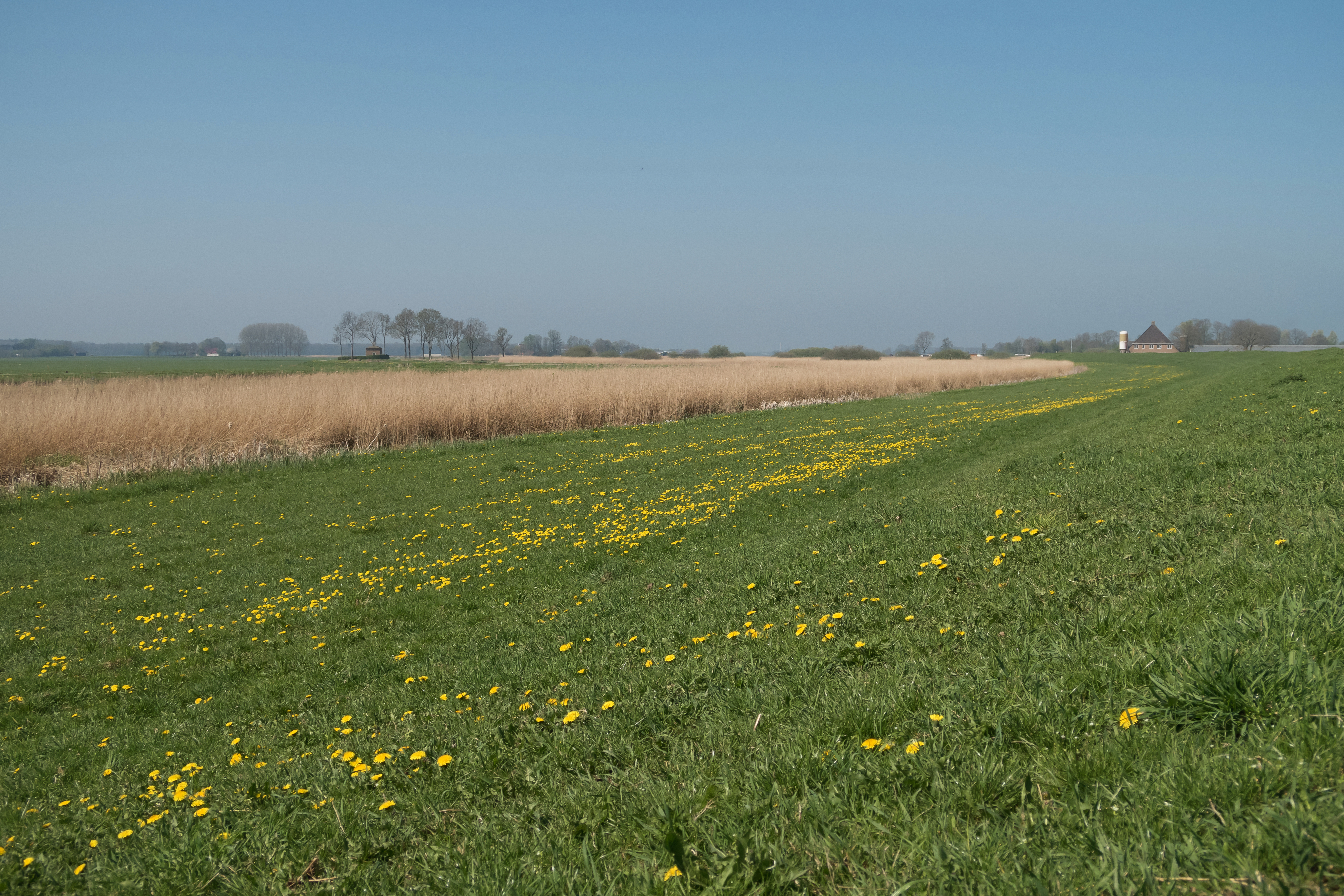
Panorama vanaf de Zeedijk bij Schoterzijl

Hoofdplaats: Joure     Stad: Sloten

Dorpen en gehuchten: Akmarijp · Bakhuizen · Balk · Bantega · Boornzwaag · Broek · Delfstrahuizen · Dijken · Doniaga · Echten · Echtenerbrug · Eesterga · Elahuizen · Follega · Goingarijp · Harich · Haskerhorne · Idskenhuizen · Kolderwolde · Langweer · Legemeer · Lemmer · Mirns · Nijehaske · Nijemirdum · Oldeouwer · Oosterzee · Oudega · Oudehaske · Oudemirdum · Ouwster-Nijega · Ouwsterhaule · Rijs · Rohel · Rotstergaast · Rotsterhaule · Rottum · Ruigahuizen · Scharsterbrug · Sint Nicolaasga · Sintjohannesga · Snikzwaag · Sondel · Terhorne · Terkaple · Teroele · Tjerkgaast · Vegelinsoord · Wijckel

Buurtschappen: Ballingbuur · Bargebek · Boornzwaag over de Wielen · Brekkenpolder · Commissiepolle · De Rijlst · Delburen · Finkeburen · Heide · Hooibergen · Nieuw Amerika · Onland · Schoterzijl (deels) · Schouw · Spannenburg · Tacozijl · Trophorne · Tweehuis · Vierhuis · Vrisburen · Westerend-Harich · Zevenbuurt

Friesland: Steden en dorpen      Nederland: Provincies · Gemeenten